# Saron Degineh
Saron Degineh (* 13. Januar 2001 in Berlin) ist eine deutsche Schauspielerin.

## Leben
Degineh wurde 2001 in Berlin geboren und wuchs dort auf. Ihre Mutter stammt aus Deutschland und ihr Vater aus Äthiopien. Am Deutschen Theater Berlin spielte sie im Ensemble Tigermilch und übernahm die Hauptrolle der Jamelaah. Degineh studiert Psychologie.
Sie stand als Model und u. a. für Werbespots von AOK, Nike und Penny-Markt vor der Kamera. Sie sammelte Auslandserfahrung in einem Kurzfilm in Kanada und ist bekannt für ihre Hauptrolle Samy Burdinski aus Billy Kuckuck unter der Regie von Thomas Freudner und Mila Shilongo aus der Serie Meme Girls. Sie drehte mehrere Episoden für die ZDF-Serie Notruf Hafenkante als Kira Sharif und für die ZDFneo Serie Hungry als Esta sowie weitere Rollen in verschiedenen ZDF-, RTL+-, Warner-TV- und ARD-Produktionen.
Saron Degineh wurde bei den 21. Fernsehpreisen 2024 vom Filmbranche-Magazin Quotenmeter in der Kategorie „Beste Nebendarstellerin“ nominiert und auch ihre Serie Meme Girls als „Beste Serie oder Reihe“.

## Filmografie
- 2015: STUPID SMARTPHONE THERAPY (Kurzfilm)
- 2016: GENTLE SKILL (Kurzfilm)
- 2017: 3:1 (Kurzfilm)
- 2018: Der Kriminalist (Fernsehserie)
- 2019: IMAN UND KATHA (Kurzfilm)
- 2020: Billy Kuckuck (Fernsehserie)
- 2021–2022: Notruf Hafenkante (Fernsehserie, 11 Folgen)
- 2021: Das Haus der Träume (Fernsehserie, 1 Folge)
- 2022: Para – Wir sind King (Fernsehserie, 1 Folge)
- 2022: Meme Girls (Fernsehserie, 6 Folgen)
- 2023: Schule am Meer - Elternfreuden (Fernsehfilmreihe)
- 2024: In aller Freundschaft – Die jungen Ärzte (Fernsehserie, 1 Folge)
- 2024: Hungry (Fernsehserie, 6 Folgen)
- 2024: Lena Lorenz - 45 + 46 (Fernsehserie)
- 2025: Marie Brand und das tote Au-pair (Fernsehserie)